# Castello di Skibo

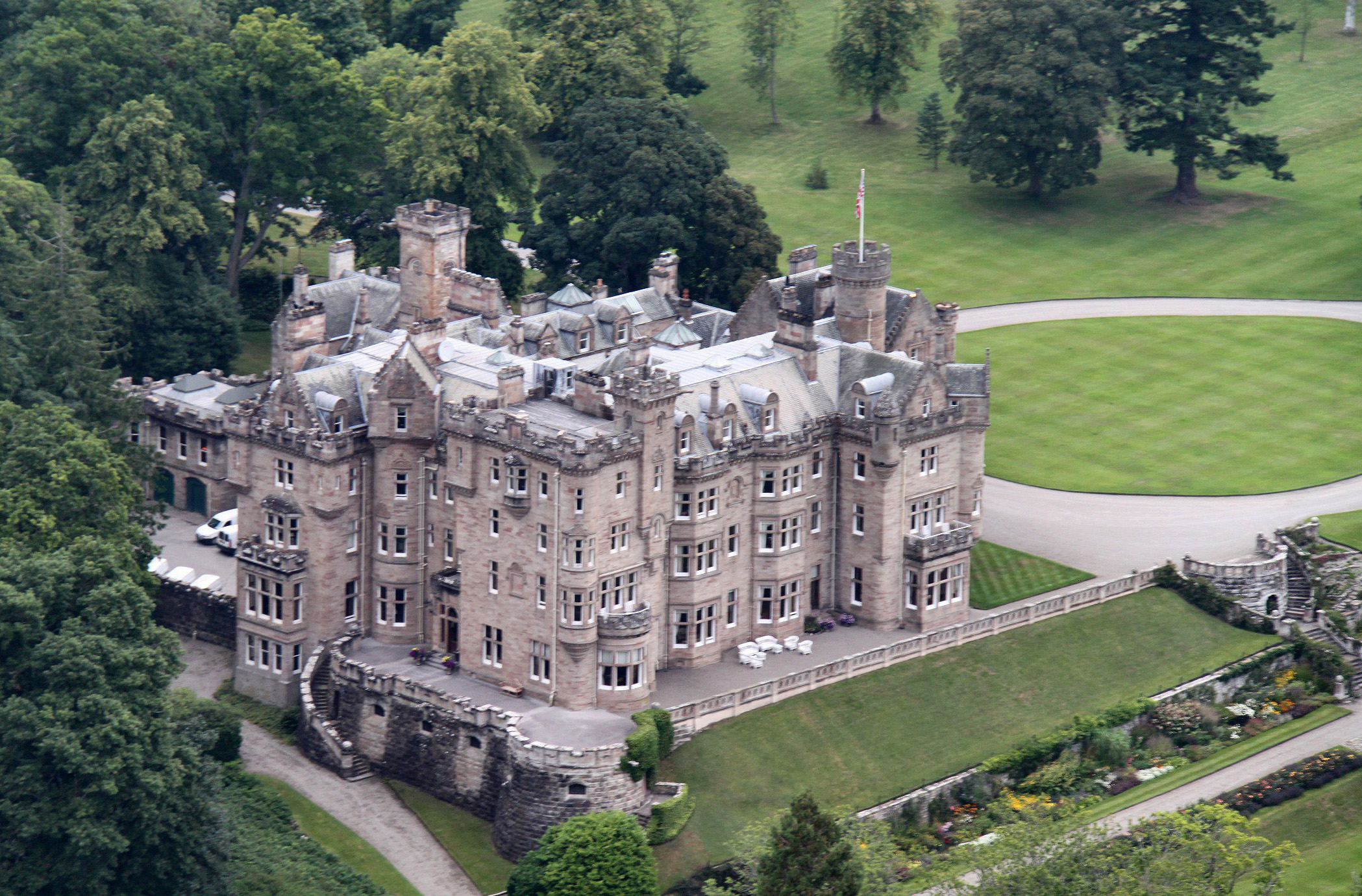
Veduta area del castello di Skibo

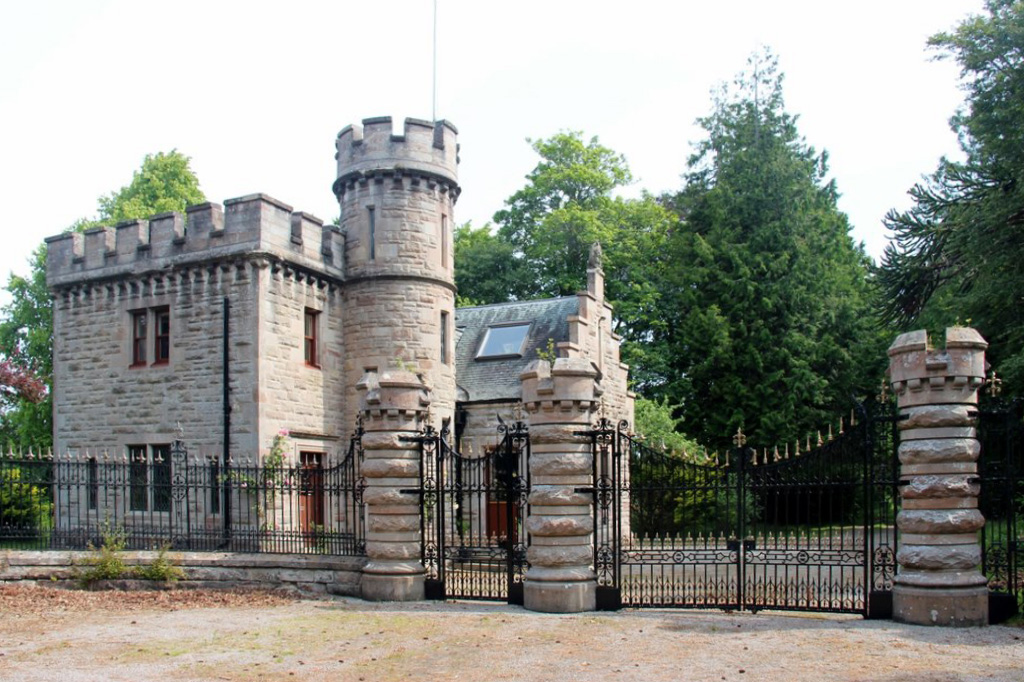
Edificio nell'ala occidentale della tenuta di Skibo

Il castello di Skibo (inglese: Skibo Castle; in gaelico scozzese: Caisteal Sgìobail) è uno storico edificio in stile baronale scozzese, che si affaccia sul Dornoch Firth, tra le località scozzesi di Dornoch e Clashmore, nella contea del Sutherland Highland (Scozia settentrionale) e che è stato costruito tra il 1899 e il 1903 su progetto dell'architetto Alexander Ross e per volere di Andrew Carnegie.
La tenuta di Skibo è sede del Carnegie Club, un club golfistico.

## Storia
Già tra il IX e il X secolo venne probabilmente costruita in loco una fortezza dai Vichinghi (si ritiene che lo stesso nome Skibo possa avere un'origine norrena), menzionata per la prima volta nel 1186 e nel corso del XII secolo la tenuta di Skibo era parte dei territori del vescovo di Caithness, che vi costruì un proprio palazzo.
Si hanno poi notizie di un castello sulla baia di "Skeebo" in una mappa del 1750.
Nel 1898, la tenuta di Skibo venne acquisita dal magnate dell'acciaio anglo-statunitense Andrew Carnegie   per la somma di 85000 sterline. Carnegie investì poi circa 2 milioni di sterline per un'opera di ristrutturazione della tenuta.
Nel 1899 Carnegie incaricò l'architetto Alexander Ross di realizzare una nuova residenza per lui e per la moglie in sostituzione di una residenza preesistente realizzata vent'anni prima. La costruzione durò circa 4 anni.
Fino allo scoppio della prima guerra mondiale i coniugi Carnegie, che durante l'inverno facevano ritorno negli Stati Uniti, solevano abitare nel castello nel periodo estivo e autunnale. Al termine della guerra, la Sig.ra Carnegie tornò a visitare annualmente il castello, segnatamente fino al 1934.
In seguito, tra il 1946 e il 1980, il castello venne frequentato dalla figlia dei coniugi Carnegie, la Sig.ra Millar. 
Nel 1982, il castello fu acquisito dall'albergatore Peter de Savary.
Nel corso del XX secolo, nel castello di Skibo vennero celebrati i matrimoni di alcune celebrità, segnatamente della cantante Madonna con Guy Ritchie, dell'attrice Ashley Judd con il pilota Dario Franchitti, degli attori Robert Carlysle e Ewan McGregor e del golfista Sam Torrance.
Nell'ottobre 2018, la struttura venne salvata dall'intervento dei vigili del fuoco dopo lo scoppio di un incendio.

## Architettura
Il castello di Skibo è situato a circa 6 km a ovest di Dornoch. 
Il castello è situato all'interno di una tenuta che occupa una superficie di circa 12000 ettari.